# László Kálmán
László Kálmán (Körmend, 20 dicembre 1972) è un ex cestista e allenatore di pallacanestro ungherese.

## Carriera
Con l'Ungheria ha disputato i Campionati europei del 1999.